# Feuerstein Emil
Feuerstein Emil (héberül: אמיל (מנחם) פוירשטיין, Kiskőrös, 1912. április 21. – 1993. szeptember 17.) magyar származású izraeli művelődéstörténész, író, újságíró, műfordító. Nagybátyja, Avigdor Hameiri (1890–1970) magyar származású izraeli költő volt.

## Életpályája
Feuerstein Fülöp kereskedő és Vogler Ella fia. Gyerekként Tóra-oktatást, később általános oktatást kapott a debreceni és a budapesti zsidó gimnáziumban, s ez utóbbi intézményben érettségizett 1929-ben. A gimnáziumban folytatott tanulmányai idején csatlakozott a cionista mozgalomhoz. Felnőttkorában Breslauba költözött, ahol rabbinikus szemináriumban és a helyi egyetemen tanult. 1931-ben Berlinbe költözött, ahol román nyelvet tanult a helyi egyetemen, később a városi Rabbiképzőben tanult. A nácik hatalomra jutásakor, 1933-ban Londonba költözött, ahol a Jews College-ban tanult, majd Bázelbe utazott, ahol az ottani egyetemen képezte magát. 1935 márciusában Izraelbe emigrált. Banktisztviselőként dolgozott a Angol-Palesztin Bank tel-avivi fiókjában, később kulcsszerepet töltött be a izraeli sajtó cenzúrájában. 1938-ban megnősült. 1940–1990 között színházi kritikus volt a HaTzofe című újságnál. 1941-ben irodalmi tanácsadóként szolgált a Sátor színházban.
Külföldön töltött évei alatt részt vett zsidó újságok és különféle cionista folyóiratok írásában Budapesten, Breslauban, Berlinben, Londonban és Bázelben. Évtizedekig cikkeket, verseket, fordításokat tett közzé a Haaretz újságban.
Emlékére Tel-Aviv város Tzahala városnegyedében utcát neveztek el róla.

## Művei
- Az általános irodalom enciklopédiája
  - Hét remekmű
  - A zsidó a világirodalomban
  - Az európai irodalom története (2 rész)
- Személyiségek enciklopédiája, akikről városunk utcáit elnevezik
- 1001 történelmi személy
- 1001 zsidó személyiség
- Plató
- Afrika
- Izrael nagy emberei
- Történelmi találmányok
  - Galileától Picardig
  - A homokórától az atomreaktorig
  - Leonardo da Vinci-től Alfred Nobel-ig
  - Franklintől Oppenheimerig
- William Shakespeare: élete és művei
- Irodalmi Nobel-díjasok
- Nobel-díjas zsidók
- Híres zsidók a tudományban
- Lexikon: Az emberiség története
- Történelmi események: a Szókratész-pertől az első autóig
- Ki a férfi?
- Nők, akik történelmet írtak - Izrael földjének első 40 alakja
- Zsidó írók a világirodalomban
- Zsidó nők tapasztalatai
- Politikai merényletek a 20. században: Húsz ismert gyilkossági eset
- Történelmi felfedezések
  - Columbustól Gagarinig
  - Cooktól Glennig
  - Balboától Picardig
  - Waspuchitól a répáig
- Az európai irodalom története
  - Az ókortól a reneszánszig
  - A reneszánsztól a felvilágosodásig

## Díjai
- Herzl-díj (1981)

## Fordítás
- Ez a szócikk részben vagy egészben  a(z)   אמיל פוירשטיין című héber Wikipédia-szócikk ezen változatának fordításán alapul.  Az eredeti cikk szerkesztőit annak laptörténete sorolja fel. Ez a jelzés csupán a megfogalmazás eredetét és a szerzői jogokat jelzi, nem szolgál a cikkben szereplő információk forrásmegjelöléseként.